# Home Beach
Der Home Beach (englisch für Heimatstrand) ist ein etwa 180 m langer Strand an der Westküste der antarktischen Ross-Insel. Er liegt unmittelbar nördlich des Kap Evans am Ufer der North Bay.
Teilnehmer der Terra-Nova-Expedition (1910–1913) des britischen Polarforschers Robert Falcon Scott benannten ihn so, weil er in unmittelbarer Nähe zu ihrem noch heute existierenden Basislager liegt.